# مبابان
مبابان والذي يُقدر عدد سكانها ب 70,000 نسمة (إحصائيات 2003) هي عاصمة إسواتيني وتقع على نهر مبابان(Mbabane) ورافده نهر بولينجين(Polinjane) بجبال مديمبا(Mdimba)
بإقليم ههوهو(Hhohho) الذي يُعد أيضاً العاصمة.
شهدت المدينة نمو كبير بعد نقل العاصمة الإدارية من مانزينى عام 1902 وتعد محور تجاري للمناطق المجاورة في حين يتم استخراج عن القصدير والحديد بالقرب منها.
نجوينيا اوشويك (Ngwenya-Oshoek)أقرب نقطة لعبور الحدود إلى جنوب أفريقيا بالنسبة إلى مبابان وبالرغم من أن اللغة الأولى بالبلاد هي ال سي سواتي(siSwati) إلا أن اللغة الإنجليزية منتشرة بصورة كبيرة ويعتمد نمو مبابان وإسواتيني نفسها على السياحة وصادراتها من السكر.
متوسط معدلات الحرارة سنوياً هو 15 درجة سلزيوس في يوليو و 22 درجة سلزيوس في يناير

## المناخ
يظهر الجدول التالي التغييرات المناخية على مدار السنة لمبابان:
| البيانات المناخية لـمبابان              | البيانات المناخية لـمبابان | البيانات المناخية لـمبابان | البيانات المناخية لـمبابان | البيانات المناخية لـمبابان | البيانات المناخية لـمبابان | البيانات المناخية لـمبابان | البيانات المناخية لـمبابان | البيانات المناخية لـمبابان | البيانات المناخية لـمبابان | البيانات المناخية لـمبابان | البيانات المناخية لـمبابان | البيانات المناخية لـمبابان | البيانات المناخية لـمبابان |
| الشهر                                   | يناير                      | فبراير                     | مارس                       | أبريل                      | مايو                       | يونيو                      | يوليو                      | أغسطس                      | سبتمبر                     | أكتوبر                     | نوفمبر                     | ديسمبر                     | المعدل السنوي              |
| --------------------------------------- | -------------------------- | -------------------------- | -------------------------- | -------------------------- | -------------------------- | -------------------------- | -------------------------- | -------------------------- | -------------------------- | -------------------------- | -------------------------- | -------------------------- | -------------------------- |
| متوسط درجة الحرارة الكبرى °م (°ف)       | 24.9 (76.8)                | 24.5 (76.1)                | 24.1 (75.4)                | 22.6 (72.7)                | 21.4 (70.5)                | 19.3 (66.7)                | 19.8 (67.6)                | 21.3 (70.3)                | 23.2 (73.8)                | 22.8 (73.0)                | 22.5 (72.5)                | 23.7 (74.7)                | 22.5 (72.5)                |
| متوسط درجة الحرارة الصغرى °م (°ف)       | 14.9 (58.8)                | 14.5 (58.1)                | 13.4 (56.1)                | 11.0 (51.8)                | 7.9 (46.2)                 | 4.7 (40.5)                 | 4.6 (40.3)                 | 6.6 (43.9)                 | 9.5 (49.1)                 | 11.3 (52.3)                | 12.9 (55.2)                | 14.2 (57.6)                | 10.5 (50.9)                |
| معدل هطول الأمطار مم (إنش)              | 253.2 (9.97)               | 224.6 (8.84)               | 151.6 (5.97)               | 87.9 (3.46)                | 33.8 (1.33)                | 19.4 (0.76)                | 20.1 (0.79)                | 35.1 (1.38)                | 69.4 (2.73)                | 141.9 (5.59)               | 197.8 (7.79)               | 206.9 (8.15)               | 1٬441٫7 (56.76)            |
| متوسط الأيام الممطرة                    | 16.9                       | 14.3                       | 13.8                       | 9.8                        | 5.1                        | 2.8                        | 3.1                        | 6.5                        | 9.2                        | 14.9                       | 17.0                       | 16.5                       | 129.9                      |
| المصدر: المنظمة العالمية للأرصاد الجوية |                            |                            |                            |                            |                            |                            |                            |                            |                            |                            |                            |                            |                            |

## توأمة
لمبابان اتفاقيات توأمة مع كل من:
- فورت وورث
- تايبيه (1997 - )
- Mersing [الإنجليزية]‏
- ترير

## أعلام
- دينيس ماسينا
- سيبوسيسو دلاميني
- ريتشارد جرانت
- دارين كريستي
- جي. دبليو. رينولدز

## المصدر
1. ↑   https://www.citypopulation.de/en/eswatini/. {{استشهاد ويب}}: |url= بحاجة لعنوان (مساعدة) والوسيط |title= غير موجود أو فارغ (من ويكي بيانات) (مساعدة)
2. ↑  GeoNames (بالإنجليزية), 2005, QID:Q830106
3. ↑  "World Weather Information Service – Mbabane". World Meteorological Organization. مؤرشف من الأصل في 2019-03-30. اطلع عليه بتاريخ 2015-12-21.